# Prodicus apenninorum
Prodicus apenninorum är en mångfotingart som beskrevs av Karl Wilhelm Verhoeff 1930. Prodicus apenninorum ingår i släktet Prodicus och familjen Anthroleucosomatidae. Inga underarter finns listade i Catalogue of Life.